# Väike-Võhma
Koordinaten: 58° 35′ N, 22° 51′ O
Väike-Võhma ist ein Dorf (estnisch küla) auf der größten estnischen Insel Saaremaa. Es gehört zur Landgemeinde Saaremaa (bis 2017: Landgemeinde Orissaare) im Kreis Saare. Bis zur Neugründung der Landgemeinde Saaremaa hieß der Ort „Võhma“ und wurde umbenannt, um sich von Võhma zu unterscheiden, da beide nun in derselben Landgemeinde liegen.
Das Dorf hat neun Einwohner (Stand 31. Dezember 2011).